# Долгоруков, Иван Андреевич Шибан
Князь Иван Андреевич Долгоруков по прозванию Шибан († 20.04.1590) — голова и воевода во времена правления Ивана IV Васильевича Грозного и Фёдора Ивановича.
Сын князя Андрея Семёновича Долгорукова-Шибановского. Имел сыновей: князя Фёдора Ивановича и окольничего Данилу Ивановича.
Получил прозвание "Шибана" за лихость в ратном деле.

## Биография
Воевода в Чернигове (1543). Воевода в Казанском походе (1544) и Полоцком (1551). При вторжении крымского хана к Болохову, был воеводой правой руки у царевича Кайбулы (1556). Подписался в 150 рублях на поручной записи по тем боярам, которые ручались за князя Ивана Фёдоровича Бельского (1571). При посылке войск за реку Оку, шёл  головой к Шацку (1576). Воевода в Чернигове (1578-1584). Второй воевода Передового полка по "крымским вестям" (1585). Первый воевода Сторожевого полка (1587). Назначен воеводой в Воронеж. (1589).
Убит в Воронеже, во время казацкого набега († 20 апреля 1590).